# Supercoppa polacca 2013 (pallavolo maschile)
La Supercoppa polacca 2013 si è svolta il 16 ottobre 2013: al torneo hanno partecipato due squadre di club polacche e la vittoria finale è andata per la prima volta all'Asseco Resovia.

## Regolamento
Le squadre hanno disputato una gara unica.

## Squadre partecipanti
| Squadra        | Qualificazione                           | Ultima partecipazione   |
| -------------- | ---------------------------------------- | ----------------------- |
| Asseco Resovia | Vincitrice Polska Liga Siatkówki 2012-13 | Supercoppa polacca 2012 |
| ZAKSA          | Vincitrice Coppa di Polonia 2012-13      | Debutto                 |

## Torneo
| 16 ottobre 2013 Hala Arena Poznań, Poznań Durata: 3h:21 - Spettatori: ? | Asseco Resovia | 3 - 2 | ZAKSA | 22-25, 25-19, 25-23, 21-25, 15-13 |